# 래그돌 피직스

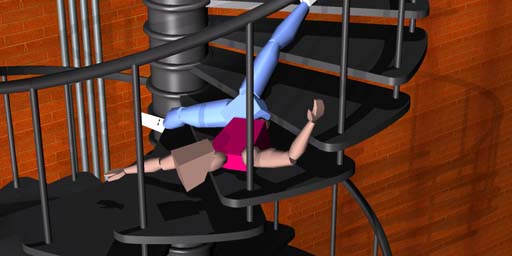
1997년, 초기 애니메이션에 사용된 래그돌 피직스.

래그돌 피직스(영어: Ragdoll Physics)는 기술과 과정을 처리하는 절차적 애니메이션(Procedural animation)의 한 종류로 종종 일반적인 죽는 모습(애니메이션)을 대체하기 위해 사용된다.

## 사용된 예
- 히트맨: 코드네임 47
- 헤일로 2
- 콜 오브 듀티 4: 모던 워페어
- 소스엔진
- 메달 오브 아너: 에어본

### 사용 예
- 스키 스턴트 시뮬레이터 (자바)
- 떨어지는 여성 (플래쉬)